# 칠중주 (베토벤)
《칠중주 내림마장조, 작품 번호 20》은 루트비히 판 베토벤에 의해 쓰인 작품이다.

## 개요
칠중주의 작곡 시기는 1799년경으로, 베토벤의 가장 성공적이고 인기있는 작품 중 하나였다. 공개 초연은 1800년 4월 2일에 이루어진 것으로 기록되어 있지만, 아마도 카를 필리프 추 슈바르첸베르크 후작의 저택에서 행해진 개인 파티에서 이미 먼저 연주되었을 것으로 여겨진다. 초판은 1802년에 라이프치히의 호프마이스터 운트 퀴넬 사를 통해 간행되었고, 헌정은 나폴리와 시칠리아의 마리아 테레지아에게 이루어졌다.

## 악기
클라리넷, 호른, 바순, 바이올린, 비올라, 첼로, 더블베이스로 구성되어 있다.

## 구조 및 분석
작품은 여섯 개의 악장으로 구성되며 약 40분 동안 실행된다.
1. 알레그로– 아다지오 콘 브리오 (내림마장조) (약 10분 소요.)
2. 아다지오 칸타빌레 (내림마장조) (약 9분 소요.)
3. 템 포 디 미뉴에트 (내림마장조) (약 3분 소요.)
4. 테마 콘 바리아지오니: 안단테 (내림나장조) (약 7분 소요.)
5. 스케르초: 알레그로 몰토 에 비바체 (내림마장조) (약 3분 소요.)
6. 안단테 콘 알라 마르치아 (내림마장조) – 프레스토 (내림마장조) (약 7분 소요.)

분석
전체적인 레이아웃은 세레나데와 비슷하며, 실제로는 같은 조성의 모차르트의 현악 삼중주 K. 563으로부터 영향을 받았지만, 베토벤은 첫 번째와 마지막 악장에 대한 실질적인 서주를 추가하고 두 번째 미뉴에트를 스케르초로 변경하여 형태를 확장한다. 세 번째 악장의 주요 주제는 이미 더 큰 작품 번호에도 불구하고 초기 작품인 베토벤의 피아노 소나타 20번(작품 번호 49-2)에 사용되었다. 피날레에는 바이올린 카덴차가 있다.
단일의 클라리넷, 호른, 바순에 대한 칠중주의 작곡은(이들 관악기의 한 쌍보다 꽤) 혁신적이었다. 클라리넷의 이례적으로 두드러진 역할 또한 바이올린 만큼이나 매우 혁신적이었다.
지휘자 아르투로 토스카니니는 오케스트라의 전체 현악 부분이 연주할 수 있도록 칠중주의 현악 부분을 재정렬했지만, 나머지 악보는 변경하지 않았다. 그는 1951년 11월 26일 카네기 홀에서 NBC 심포니 오케스트라와 함께 RCA 레코드를 위한 칠중주를 녹음했다.

## 영향
피터 쉬켈레는 P.D.Q 바흐의 슐렙텟 내림마장조, S.0와 함께 칠중주를 패러디했지만, 클라리넷과 더블베이스를 플루트와 오보에로 대체하고 있다.
프란츠 슈베르트는 베토벤의 칠중주와 비슷한 작품을 요청한 클라리넷 연주자 페르디난드 트로이어를 위해 팔중주 바장조, D.803을 작곡했으며, 이에 따라 작품은 여러 면에서 서로 닮아 있다.
영국의 작곡가 피터 프리빈스는 베토벤의 것과 같은 악기의 구성으로 "종 사건"이라는 부제의 칠중주를 작곡했지만, 조지프 말로드 윌리엄 터너의 그림에서 더 많은 영향을 받았다. 터너는 그것을 "노예선"이라고 불렀다.

## 클라리넷(또는 바이올린), 첼로, 피아노를 위한 삼중주 내림마장조, 작품 번호 38
칠중주는 다양한 세력을 위한 여러 버전과 편곡으로 배포되었다. 1802-3년에 베토벤은 요한 아담 슈미트 박사를 위해 자신이 직접 클라리넷(또는 바이올린), 첼로, 피아노를 위한 삼중주로 이 작품을 편곡하였는데, 그것은 1805년에 그의 작품 번호 38로 출판되었다.

## 참고 문헌
각주
1. 1 2 3  Anderson 1995, 3쪽
2. ↑  (no date) Available at: http://www.peterfribbins.co.uk/word-docs-pdfs/Zong%20Affair.pdf (Accessed: 13 October 2015)

출처
- Anderson, Keith (1995). 《Beethoven: Chamber Music for Horns, Winds and Strings》 (CD). Naxos Records. 8.553090. 2020년 10월 20일에 원본 문서에서 보존된 문서. 2021년 2월 21일에 확인함.
- Cooper, Barry (2000). 《Beethoven》. United States: Oxford University Press. ISBN 0191592706.
- de Alvaré, Andrew L. (2007). 《Septets, Octets, Nonets: Romantic Chamber Music in its Cultural Contexts》 (M.M.). University of Nebraska–Lincoln.
- Holman, Peter (1992). 《Beethoven:Septet in E-flat/Sextet in E-flat》 (PDF) (CD). Hyperion Records. CDH55189.
- Watson, Angus (2012). 《Beethoven's Chamber Music in Context》. Woodbridge: Boydell Press. ISBN 978-1-84383-716-9.